# District de Szentgotthárd
Le district de Szentgotthárd (en hongrois : Szentgotthárdi járás) est un des 7 districts du comitat de Vas en Hongrie. Il compte 15 180 habitants et rassemble 16 localités : 15 communes et une seule ville, Szentgotthárd, son chef-lieu.
Le district est supprimé en 1969, avant la réforme de 1984 instituant les micro-régions. Il est recréé par la réforme de 2013 rétablissant les districts.
Le district comporte une notable minorité slovène (10 %), ainsi que des Allemands (4 %) et des Roms (2 %).

## Localités
- Alsószölnök
- Apátistvánfalva
- Csörötnek
- Felsőszölnök
- Gasztony
- Kondorfa
- Kétvölgy
- Magyarlak
- Nemesmedves
- Orfalu
- Rábagyarmat
- Rátót
- Rönök
- Szakonyfalu
- Szentgotthárd
- Vasszentmihály